# Jean Hilliard
Jean Hilliard (ur. 1961) – Amerykanka, która przeżyła ciężkie, sześciogodzinne zamrożenie, które wydarzyło się 20 grudnia w 1980 roku w Minnesocie w Stanach Zjednoczonych. Przeżyła, a jej wyzdrowienie zostało opisane przez dziennikarzy jako „cud”, a lekarz jako „niezaprzeczalne szczęście”.

## Wypadek
20 grudnia 1980 roku Jean Hilliard pod wpływem alkoholu jechała przez jedną z wsi w Minnesocie, jej samochód wypadł z drogi. Kobieta mimo obrażeń wyszła z samochodu i zaczęła iść w kierunku domu swojego przyjaciela, na dworze w tym czasie panowała temperatura −30 °C. Po przejściu ponad 3 kilometrów straciła przytomność i upadła ok. 5 metrów od domu swojego przyjaciela. Właściciel domu Wally Nelson znalazł ją dopiero po 6 godzinach od wypadku, odwiózł ją do szpitala, choć był pewny, że dziewczyna już nie żyje. Lekarze też stwierdzili zgon, więc zaczęli ją rozmrażać do sekcji używając kocy i poduszek elektrycznych. Jedna z pielęgniarek wyczuła puls i go zmierzyła, był słaby i wynosił 12 uderzeń na minutę. Lekarze zaczęli wierzyć, że ich pacjentka nadal może żyć. Natychmiast podjęto niezbędne czynności, by przywrócić Jean do życia. Po kilku godzinach Jean odzyskała przytomność, a po kilku dniach była już zdrowa.
Lekarze nigdy do końca nie byli w stanie wytłumaczyć, jakim cudem kobieta przetrwała takie odmrożenie, zasługę przypisuje się dużej ilości alkoholu w krwi kobiety, który zatrzymał proces zamarzania ważnych organów.